# Kanton Belley
Kanton Belley (fr. Canton de Belley) – kanton w okręgu Belley, departamencie Ain (fr. Ain), w regionie Rodan-Alpy (fr. Rhône-Alpes). Kod INSEE:0101.
W jego skład do roku 2015 wchodziły 24 gminy:
- Ambléon,
- Andert-et-Condon,
- Arbignieu,
- Belley,
- Brégnier-Cordon,
- Brens,
- Chazey-Bons,
- Colomieu,
- Conzieu,
- Cressin-Rochefort,
- Izieu,
- Lavours,
- Magnieu,
- Massignieu-de-Rives,
- Murs-et-Gélignieux,
- Nattages,
- Parves,
- Peyrieu,
- Pollieu,
- Prémeyzel,
- Saint-Bois,
- Saint-Champ,
- Saint-Germain-les-Paroisses,
- Virignin[2].

W kantonie w 2011 roku zamieszkiwało 18 505 osób, w tym 9086 mężczyzn i 9419 kobiet.
W jego skład od 22 marca 2015 wchodzi 37 gmin:
- Ambléon,
- Andert-et-Condon,
- Arbignieu,
- Belley,
- Brégnier-Cordon,
- Brens,
- La Burbanche,
- Ceyzérieu,
- Chazey-Bons,
- Cheignieu-la-Balme,
- Colomieu,
- Contrevoz,
- Conzieu,
- Cressin-Rochefort,
- Cuzieu,
- Flaxieu,
- Izieu,
- Lavours,
- Magnieu,
- Marignieu,
- Massignieu-de-Rives,
- Murs-et-Gélignieux,
- Nattages,
- Parves,
- Peyrieu,
- Pollieu,
- Prémeyzel,
- Pugieu,
- Rossillon,
- Saint-Benoît,
- Saint-Bois,
- Saint-Champ,
- Saint-Germain-les-Paroisses,
- Saint-Martin-de-Bavel
- Virieu-le-Grand,
- Virignin
- Vongnes[2].